# Francesco Alberto Covello
Francesco Alberto Covello (Castrovillari, 28 marzo 1940) è un politico italiano.

## Biografia
Di professione dirigente dell'Inps, è stato Presidente del Comitato per il dissesto idrogeologico in Calabria, amministratore unico delle Ferrovie della Calabria e vicepresidente dell'Istituto per il credito sportivo. È stato nominato anche Grande Ufficiale Ordine al Merito della Repubblica Italiana.
È stato un esponente della Democrazia Cristiana, vicino alla corrente della Sinistra DC, che faceva capo ad Aldo Moro.
È stato membro del Parlamento dal 9 luglio 1987 al 14 aprile 1994, in qualità di Senatore della Repubblica, dove è stato Vicepresidente, dal 2 marzo 1989 al 22 aprile 1992, della Commissione parlamentare ristrutturazione e riconversione industriale e per i programmi delle partecipazioni statali.
È stato Assessore e Consigliere Comunale a Cosenza, oltre che Assessore e Consigliere Regionale della Calabria.
È il padre di Stefania Covello, deputata alla Camera dal 15 marzo 2013 al 22 marzo 2018 e Responsabile del Mezzogiorno e ai Fondi Europei nella segreteria nazionale del Partito Democratico.